# Ophiomyia parvella
Ophiomyia parvella este o specie de muște din genul Ophiomyia, familia Agromyzidae, descrisă de Spencer în anul 1973. Conform Catalogue of Life specia Ophiomyia parvella nu are subspecii cunoscute.